# Bernie Moreno
Bernardo Moreno, detto Bernie (Bogotà, 14 febbraio 1967), è un politico e imprenditore statunitense di origini colombiane, senatore per lo stato dell'Ohio dal 2025. Membro del Partito Repubblicano, è il primo latinoamericano ad essere eletto al Senato in rappresentanza dello stato dell'Ohio.

## Biografia
Moreno nasce a Bogotà. Il padre, Bernardo Moreno Mejía, era un medico che ha lavorato presso gli alti ranghi del governo colombiano, mentre la madre era un'agente immobiliare. All'età di 5 anni si trasferì con la famiglia a Fort Lauderdale, in Florida. Acquisì la cittadinanza statunitense all'età di 18 anni.
Frequentò poi l'Università del Michigan, dove ottenne una laurea in Business Administration. Terminati gli studi universitari, lavorò presso la General Motors, per poi trasferirsi in Massachusetts all'età di 26 anni, dove divenne manager presso la Herb Chambers Companies, una concessionaria di auto. Nel 2005 si trasferì in Ohio, dove acquistò una concessionaria di Mercedes-Benz nella città di North Olmsted.

## Carriera politica

### Candidatura a al Senato degli Stati Uniti d'America (2022)
Nell'aprile 2021 entrò in politica come repubblicano annunciando la propria candidatura al Senato in Ohio per prendere il posto del senatore uscente Rob Portman. Tuttavia nel febbraio 2022 si ritirò dalla corsa dopo un incontro con l'ex presidente americano Donald Trump. 

### Senatore degli Stati Uniti d'America per l'Ohio (2025-)
Nel 2023 annunciò nuovamente la sua corsa al Senato, questa volta per la conquista del seggio occupato dal senatore democratico Sherrod Brown, ottenendo questa volta il pieno supporto da Trump. Dopo aver vinto alle primarie ed essere diventato il candidato ufficiale del partito, alle elezioni del 5 novembre 2024 sconfisse lo sfidante Brown con il 50,2% dei voti. 
Moreno ha assunto le funzioni di senatore il 3 gennaio 2025.

## Vita privata
È sposato con Bridget, con la quale convive a Westlake, in Ohio, e da cui ha avuto quattro figli. È l'ex suocero del deputato dell'Ohio Max Miller.